# Ершвіль
Ершвіль (нім. Erschwil) — громада  в Швейцарії в кантоні Золотурн, округ Тірштайн.

## Географія
Громада розташована на відстані близько 50 км на північ від Берна, 19 км на північ від Золотурна.
Ершвіль має площу 7,4 км², з яких на 7,1% дозволяється будівництво (житлове та будівництво доріг), 34,5% використовуються в сільськогосподарських цілях, 57,8% зайнято лісами, 0,5% не є продуктивними (річки, льодовики або гори).

## Демографія
2019 року в громаді мешкало 935 осіб (+3,2% порівняно з 2010 роком), іноземців було 12,4%. Густота населення становила 126 осіб/км².
За віковим діапазоном населення розподілялося таким чином: 20,1% — особи молодші 20 років, 59,9% — особи у віці 20—64 років, 20% — особи у віці 65 років та старші. Було 377 помешкань (у середньому 2,5 особи в помешканні).
Із загальної кількості 404 працюючих 26 було зайнятих в первинному секторі, 271 — в обробній промисловості, 107 — в галузі послуг.